# Richard Meinertzhagen
Richard Henry Meinertzhagen (London, 1878. március 3. – London, 1967. június 17.) angol ezredes, ornitológus. Brit gyarmati tisztként Arábiai Lawrence oldalán harcolt Észak-Afrikában és a Közel-Keleten, volt felderítő, később állítólag találkozott Adolf Hitlerrel, akinek „Heil Hitler!” köszöntését „Heil Meinertzhagen!” kiáltással viszonozta. Elnyerte a Brit Birodalmi Érdemrendet és a Kiemelkedő Szolgálatért Érdemrendet. Ismert természettudós és ornitológus, aki a tudományra nézve új madár- és emlősfajt, valamint a tolltetvek számos új faját és csoportját fedezte fel. Monumentális művet jelentetett meg „Arábia Madarai” címen, és hosszú ideig volt a Brit Madártani Társaság elnöke. Több brit ifjúsági kalandregény főhőse, és alakja feltűnik például az Ifjú Indiana Jones kalandjai két epizódjában.
Másrészt Meinertzhagen számos jel szerint csaló, sarlatán és szélhámos volt, aki meghamisította önéletrajza számtalan elemét. A brit zoológiában maradandó nyomot hagytak felfedezései, valamint az évtizedeken át folytatott, kiterjedt, mesteri hamisításai is.

## Pályája kezdete
Meinertzhagen tehetős angol családba született. Apja, Daniel Meinertzhagen bankár, anyja Georgina Potter, anyai nagynénje pedig a London School of Economicsot alapító Beatrice Webb volt.
A család egy német város, az egyik ős szülővárosának nevét viselte. Anyai ágon a Potter család angol, és talán részben zsidó ősöktől származott (lásd Egy fekete bárány naplója, 1964). Felmenői közt a spanyol királyi család egy tagja is szerepelt.
A madármegfigyelés és vadászat iránti szenvedélyét a család barátai, Herbert Spencer filozófus és Charles Darwin keltették fel, akik természetbúvár-sétákra vitték magukkal az ifjú Richardot.

## Katonai és politikai karrier
Meinertzhagen 1897-től teljesített katonai szolgálatot, 1890-től hadnagyi, majd 1904-től kapitányi rangot viselt. Állomásozott Indiában, Afrikában és Palesztinában.
1905-ben Kelet-Afrikában levert egy felkelést, miután felkelést vezető törzsi orvos-varázslót megölték. Koitalel Arap Samoei-t (másképpen: Orkoiyot Koitalel arap Samoei) béketárgyalásra hívták a brit csapatokhoz, de ott agyonlőtték. Meinertzhagen ezután begyűjtötte a törzsfőnöki ereklyéket, valamint a vezér fejét (mindezeket csak a közelmúltban szolgáltatták vissza). A kelet-afrikai küldetés egy büntetőexpedíció volt a Kikuju és az Embu törzsek ellen, mert azok a britekkel baráti viszonyban lévő bennszülötteket öltek. Az expedíciót F. A. Dickinson kapitány vezette, a csoport 5 tisztből, 135 lövészből, 60 rendőrből és 300 besorozott maszáj harcosból állt. Három halottat és 33 sebesültet veszítettek, miközben becslésük szerint kb 800 kikuju és 250 embu áldozatot szedtek.
Meinertzhagen őrnagy 1916-ban megkapta a Kiemelkedő Szolgálatért Érdemrendet. Az első világháború Sinai és Palesztina Hadjáratában állítólag fondorlatosan félrevezette az ellenséges Török Birodalom csapatait. Madármegfigyelő túrát imitálva messzire elhagyta alakulatát, majd a török lovasság támadásakor szándékosan elveszített egy hátizsákot, melyben a brit támadási tervek hamis, megtévesztő változata volt. E tervek a török csapatok kezére kerültek, és nagyban hozzájárultak ahhoz, hogy a törököket váratlanul érte Beer-Sheva megtámadása, majd a 3. gázai ütközet. Ez a történet szolgált alapul a Könnyűlovasok című ausztrál kalandfilmhez (1987-es). 1918-ban alezredessé léptették elő.
1919-ben részt vett a Párizsi Békekonferencián mint Edmund Allenby vezető politikai tisztje, szerepet kapott Brit Palesztina létrehozásában. Az Egy veszélyes ember: Lawrence Arábia után (1990) című filmben, amely a Párizsi Békekonferenciát ábrázolja, Meinertzhagen az egyik főszereplő, alakját Jim Carter játssza.
1925-ben ezredesi rangot kapott és nyugdíjba vonult.
Meinertzhagen egyrészt gyűlölte az antiszemitizmust, és évtizedeken át szorgalmazta Izrael megalapítását. Másrészt az 1930-as években szimpatizált a nácikkal, mert a Szovjetuniót tartotta az Európát fenyegető legfőbb veszélynek.
Alapos naplóíró volt, naplóit az Oxfordi Egyetem őrzi, csak a tárgymutatója 210 oldalt tesz ki. Négy önéletrajzi könyvet adott ki a naplóin alapuló visszaemlékezések alapján. Csakhogy a naplókat egy kis írógéppel írta, fűzhető lapokat kötött kötetekbe, és erős a gyanú, hogy élete során folyamatosan újraírta a korábbi évtizedek történetét is. Árulkodó jelek a papír és a tinta eltérő minősége, valamint egyes oldalszámozásai zavarok is. A Közelkeleti Napló (1959) például számos kitalált történetet közöl T. E. Lawrenceről és Adolf Hitlerről. Nyilvánvalóan hiteltelen részlete ennek például a Hitlerrel való személyes találkozás és a legendás „Heil Meinertzhagen” köszöntés.

## Jelleme
Korai életrajzírói magasztalták, de Arábiai Lawrence, aki harcostársa volt 1919-ben és 1921-ben, árnyaltabb jellemzést adott:

„Meinertzhagen alapos volt. Logikus és mélyen idealista ember, akit erősen áthatott a hit, hogy akár az ördöggel is cimborálhat a jó cél érdekében. Stratégista volt, geográfus, a csendben nevető mesteri elme, aki kéjes örömét lelte az ellenség (vagy a barát) durva tréfákkal való megtévesztésében. Hasonló örömet lelt a bekerített német csapat tagjai fejének szétloccsantásában – egyesével, afrikai furkósbotjainak egyikét használva. Ösztönei kielégítését különösen erőteljes testfelépítés és barbár-kegyetlen agy szolgálta…”

– T.E. Lawrence, Seven Pillars of Wisdom, 1926

Indiai tartózkodása alatt megölte egyik személyi asszisztensét, majd a helyi rendőrtisztnél elérte, hogy a halált a pestisnek tulajdonítsák.
Salim Ali – aki indiai gyűjtőútjain kísérte – szerint Meinertzhagen gyűlölte Mahátma Gandhit, és nem akart hinni abban, hogy az indiaiak is tudnák kormányozni önmagukat.
Gavin Maxwell leírja, hogy szülei hogyan intették jó magaviseletre a gyerekeket mikor Meinertzhagen jött hozzájuk látogatóba „…ne feledjétek, hogy… puszta kézzel ölt embereket…”.
Meinertzhagen második felesége, az ornitológus Anne Constance Jackson 1928-ban, 40 évesen halt meg egy lőgyakorlat során. A hivatalos verzió szerint véletlenül lőtte fejbe önmagát egy revolverrel, miközben férjével kettesben célbalövést gyakoroltak. Sokan kétségbe vonják ezt, mert az asszony fejébe a lövedék felülről hatolt be, és mert Meinertzhagen igen magas férfi volt. Feltételezések szerint az asszony túl sokat tudhatott Meinertzhagen csalásairól és hazugságairól, ezért férje megölte.
Meinertzhagen „társa” ezután unokatestvére, a nála 33 évvel fiatalabb Theresa Clay lett. Formailag szomszédok voltak, de a házukat egy belső átjáró is összekötötte. Clay Meinertzhagen mentorsága mellett hivatásos zoológussá vált, és a Londoni Természettudományi Múzeum kurátoraként madarak tetveivel foglalkozott. Gyakorlatilag ő végezte a Meinertzhagen-féle tolltetű gyűjtemény tudományos feldolgozását, és e témában számos dolgozatot írtak társszerzőségben.
Meinertzhagen önmaga gonosz énjét arra a súlyos fizikai bántalmazásra vezette vissza, amelyet gyermekkorában egy szadista iskolamestertől szenvedett el.
Brian Garfield 2007-es könyve, a "A Meinertzhagen Misztéria" a csalás és sarlatánság számtalan példáját tárja fel. Legendás történetek nagy része kitalációnak bizonyult, köztük a szándékosan elveszített hátizsák története is.

## Zoológiai karrier

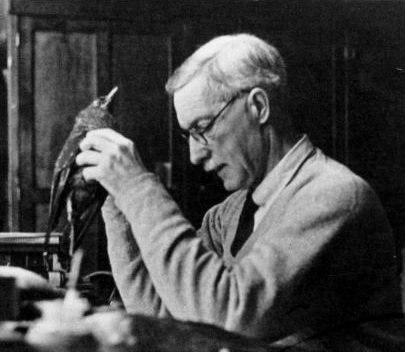
Munka a madárgyűjteményben.

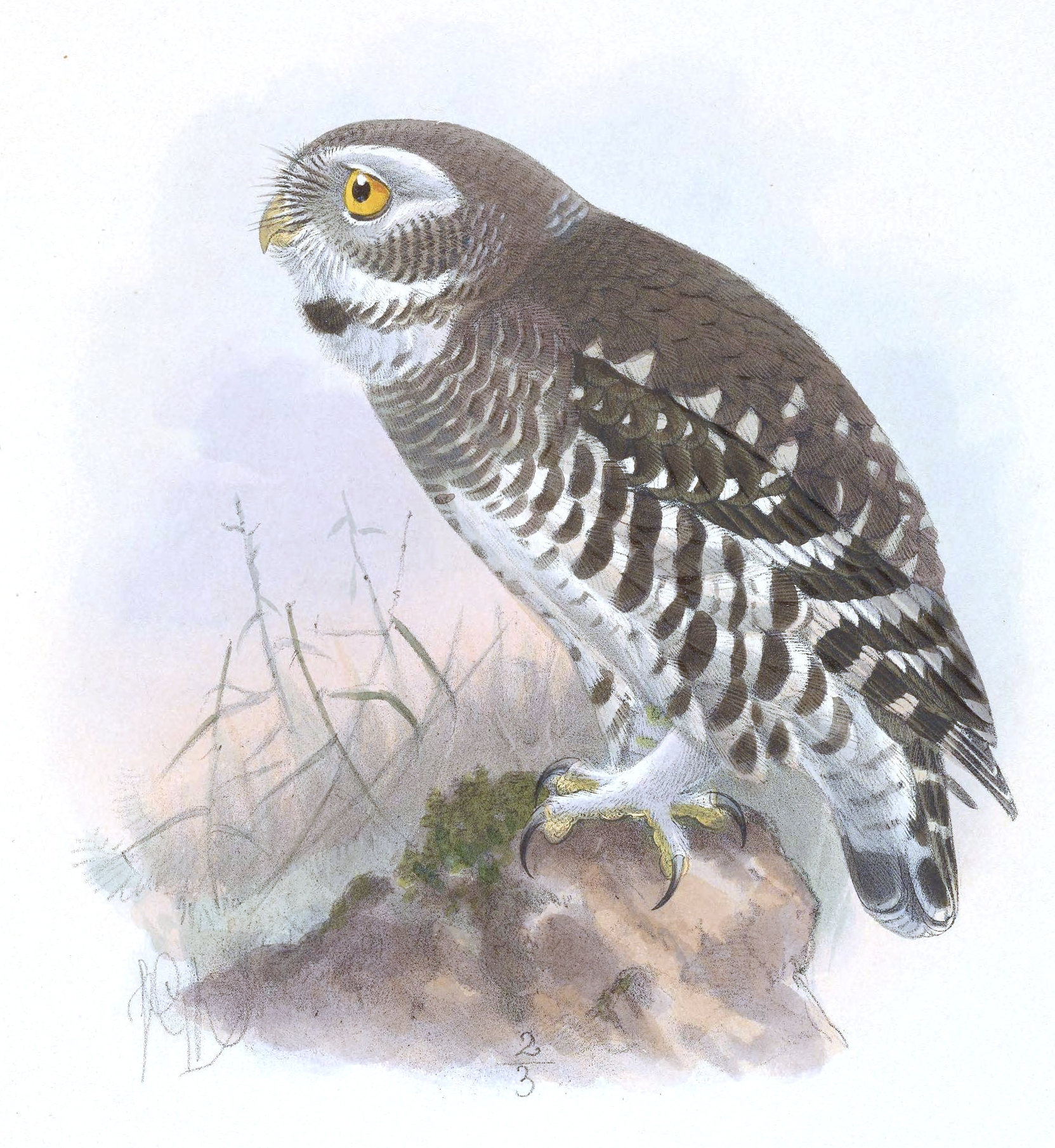
Az erdei kuvik elveszett, pedig valójában nem halt ki.

Meinertzhagen gyermekkorától fogva lelkes természetbúvár volt. A Brit Madártani Társaság (British Ornithologists' Club) elnöke, és a Godman-Salvin Érdemérem kitüntetettje volt.
1948-49 során Dr. Phillip Clancey-vel ornithológiai expedíción volt Jemenben, Ádenben, Szomáliában, Etiópiában, Kenyában és Dél-Afrikában.
Számos dolgozatot publikált madárrendszertani kérdésekről, kivételesen nagy tolltetű gyűjteményt hozott létre. Nagy-Britannia – és a világ – egyik legnagyobb ornithológusának tartották. Monumentális könyvet publikált az Arab félsziget madárvilága címen. A könyv kéziratát azonban eredetileg George Latimer Bates írta, aki a szöveg lezárásakor meghalt. Meinertzhagen azt hitte, hogy a kézirat egyetlen példányban készült, melyet ő megszerzett és a saját neve alatt adott ki. Utóbb mégis előkerült a kézirat egy másodpéldánya is, amely Bates szerzőségét bizonyítja.
Az 1990-es években újra elemezték a Meinertzhagen-féle madárgyűjteményt a Walter Rothschild Zoológiai Múzeumban (Tring, Nagy-Britannia), és számos lopási és hamisítási esetre derítettek fényt. Alan Knox, a csalások feltárója szerint „Meinertzhagen ellopta a legjobb példányokat más gyűjtők gyűjteményeiből, és hamis adatokkal ellátva saját gyűjtésének tüntette fel őket”. Az általa saját gyűjtésként feltüntetett példányok hiányoznak például a Londoni Természettudományi Múzeum Hugh Whistler-féle gyűjteményéből.
Az egyik hamisítás egy indiai bagolyfaj, az erdei kuvik (Athene blewitti) utolsó ismert példányát érintette. A Meinertzhagen-féle gyűjtemény adatai szerint ezt Mandvi mellett, Gudzsarát államban lőtte 1914-ben. Korábban a fajt 1884-ben James Davidson gyűjtötte, jóval távolabb, Maharastra-ban. Csakhogy az FBI laboratóriumának vizsgálata szerint a Meinertzhagen-féle példányban ugyanaz a vatta-típus található, mint a jóval korábbi Davidson-féle példányokban. Az erdei kuvikot régóta kihalt fajnak hitték, hiszen az utolsó ismert lelőhelyén, a Meinertzhagen által jelzett Mandvi-ban azóta senki sem találta. A csalások feltárása után felmerült, hogy elterjedési területe talán sokkal szűkebb, mint azt gondolták, és ezért a Davidson-féle 1884-es lelőhelyen kellene keresni. És valóban, a fajt 1997-ben sikerült itt újra megtalálni természetben.
Az indiai madárfaunában számos további kivételes előfordulási adat is a Meinertzhagen-féle gyűjtéseknek köszönhető, ezek is sorra hamisításoknak bizonyultak.
Kétségkívül Meinertzhagen fedezte fel az erdei disznót, mely az egyik utolsó Afrikában felfedezett nagyvad, és amely ma is a nevét viseli: Hylochoerus meinertzhageni. Ő fedezte fel az afgán havasipintyet (Montifringilla theresae), melyet Theresa Clay tiszteletére nevezett el.

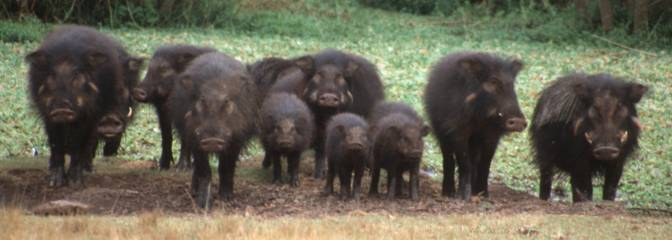
Az erdei disznó az egyik utolsóként felfedezett afrikai nagyvad

Ő szerkesztette a Nicoll's Birds of Egypt könyvet 1930-ban. Michael J. Nicoll a Gizai Állatkert igazgatóhelyettese volt, aki egy Egyiptom madárvilágát összegző köteten dolgozott, azonban a kézirat lezárása előtt meghalt, és a kötet Meinertzhagen szerkesztésében jelenhetett meg.

## Könyvei
- Meinertzhagen RH 1930. Nicoll’s Birds of Egypt. (Ed). (2 vols). Hugh Rees: London
- Meinertzhagen RH 1947. The Life of a Boy: Daniel Meinertzhagen, 1925-1944. Oliver & Boyd
- Meinertzhagen RH 1954. Birds of Arabia. Oliver & Boyd. plágium
- Meinertzhagen RH 1957. Kenya Diary 1902-1906. Oliver & Boyd
- Meinertzhagen RH 1959. Middle East Diary, 1917-1956. Cresset Press: London
- Meinertzhagen RH 1959. Pirates and Predators. The piratical and predatory habits of birds. Oliver & Boyd
- Meinertzhagen RH 1960. Army Diary 1899-1926. Oliver & Boyd
- Meinertzhagen RH 1964. Diary of a Black Sheep. Oliver & Boyd

## Külső hivatkozások
- Koitalel emlékmű épül Kenyában[halott link]
- Hamisítási botrány a Londoni Természettudományi Múzeumban
- http://whyfiles.org/084hoax/index_a.html Archiválva 2008. november 21-i dátummal a Wayback Machine-ben
- https://web.archive.org/web/20061005012134/http://www.afsi.org/OUTPOST/2001MAY/may8.htm
- http://www.archiveshub.ac.uk/news/0305mein.html
- Életrajz